# Federação Republicana (França)
A Federação Republicana (FR) foi um partido político republicano de direita atuante durante a Terceira República Francesa. 

## Formação
A “Federação Republicana (FR)” foi criada 1903 para reunir a ala direita dos republicanos moderados, também chamados de "progressistas" (antigos “oportunistas”), que rejeitavam qualquer aliança com radicais e socialistas. Esses republicanos conservadores, que surgiram das fileiras da “Associação Nacional Republicana (ANR)” e da “União Liberal Republicana (ULR)”, eram os herdeiros ideológicos de Jules Méline, Alexandre Ribot, Jean Casimir-Perier e Charles Dupuy.
Foi um partido da burguesia republicana, particularmente ligado ao empresariado, fortemente oposto às reformas sociais e favorável a um certo grau de descentralização (pode ser visto como descendente dos girondinos da Revolução Francesa). Apesar de seu conservadorismo, contudo, o partido defendeu o sufrágio feminino desde a sua criação.

## Histórico
Nos anos 1910 e 1920, a Federação Republicana participou das listas do “Bloco Nacional”, juntando-se à “Ação Liberal Popular (ALP)”, que reunia católicos que haviam se unido à República. Durante o período entreguerras, a FR adotou uma postura cada vez mais direitista, abandonando sua imagem de republicanos moderados e adotando a de republicanos cada vez mais nacionalista.
Nos anos de 1930, a ala direita do partido prevaleceu sobre a ala esquerda, passando a ser composta principalmente por conservadores pragmáticos, de direita, relativamente moderados. No entanto, tornou-se também um ponto de encontro entre a direita parlamentar e a direita nacionalista e antirrepublicana, graças aos laços de muitos de seus líderes com a "Action Française" e as ligas nacionalistas.
Quando o marechal Philippe Pétain recebeu plenos poderes em julho de 1940, 35 deputados votaram "sim" e três se abstiveram. Contudo, durante o regime de Vichy, dos 94 parlamentares da FR, apenas sete eram verdadeiramente colaboradores. A Federação Republicana também foi um dos seis partidos políticos membros do Conselho Nacional da Resistência. Após a “Libertação da França”, em 1944, o partido se dissolveu, após uma fracassada tentativa de refundação.